# Tricolus
Tricolus är ett släkte av skalbaggar. Tricolus ingår i familjen vivlar.

## Dottertaxa tillTricolus, i alfabetisk ordning[1]
- Tricolus abruptus
- Tricolus aciculatus
- Tricolus affinis
- Tricolus amplus
- Tricolus ardis
- Tricolus badius
- Tricolus bicolor
- Tricolus bifidus
- Tricolus capitalis
- Tricolus cecropii
- Tricolus cordatus
- Tricolus difodinus
- Tricolus fenoris
- Tricolus frontalis
- Tricolus gracilipennis
- Tricolus gracilis
- Tricolus ignotus
- Tricolus inaffectus
- Tricolus incisus
- Tricolus inornatus
- Tricolus intrusus
- Tricolus minutissimus
- Tricolus naevus
- Tricolus nodifer
- Tricolus octodentatus
- Tricolus ovicollis
- Tricolus parsus
- Tricolus partilis
- Tricolus peltatus
- Tricolus perdiligens
- Tricolus pernanulus
- Tricolus plaumanni
- Tricolus pumilio
- Tricolus ruficollis
- Tricolus rufithorax
- Tricolus saundersi
- Tricolus scitulus
- Tricolus senex
- Tricolus simplicis
- Tricolus speciosus
- Tricolus spectabilis
- Tricolus spheniscus
- Tricolus subincisuralis
- Tricolus triarmatus
- Tricolus unidentatus